# Lascăr Catargiu
Lascăr Catargiu (1. november 1823 – 11. april 1899) var en rumænsk konservativ politiker.
Han var søn af en adelsfamilie og blev født i Iaşi i fyrstendømmet Moldavien. I 1859, da Moldavien skulde forenes med fyrstendømmet Valakiet, var han den konservative kandidat til forenet Rumæniens trone. Han vandt ikke, men blev oppositionsleder imod Alexandru Ioan Cuza og hjalp med at styrte ham i 1866.
Han var premierminister i 1866, 1871-76, 1889-91 og 1891-95.
Premierministern Barbu Catargiu, der blev myrdet i 1862, var hans bror.